# 洛珀山2号铁路隧道

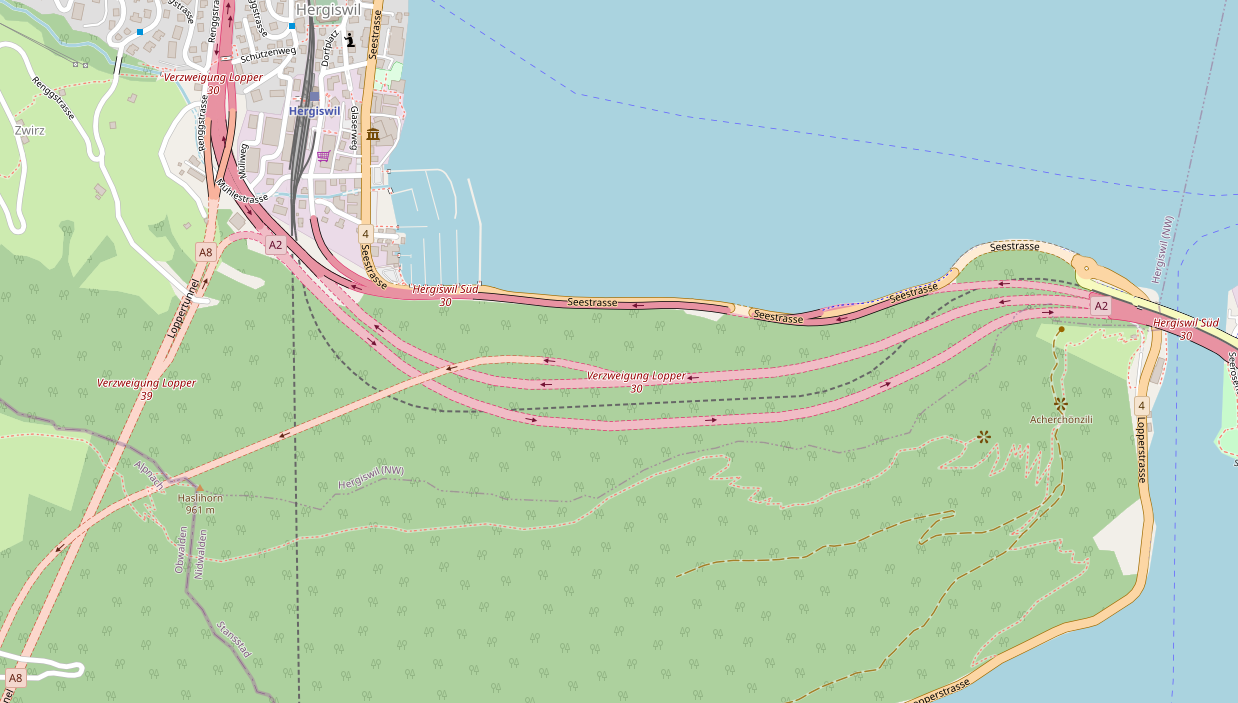
洛珀山2号铁路隧道、基兴瓦尔德隧道、洛珀山公路隧道、洛珀山1号铁路隧道

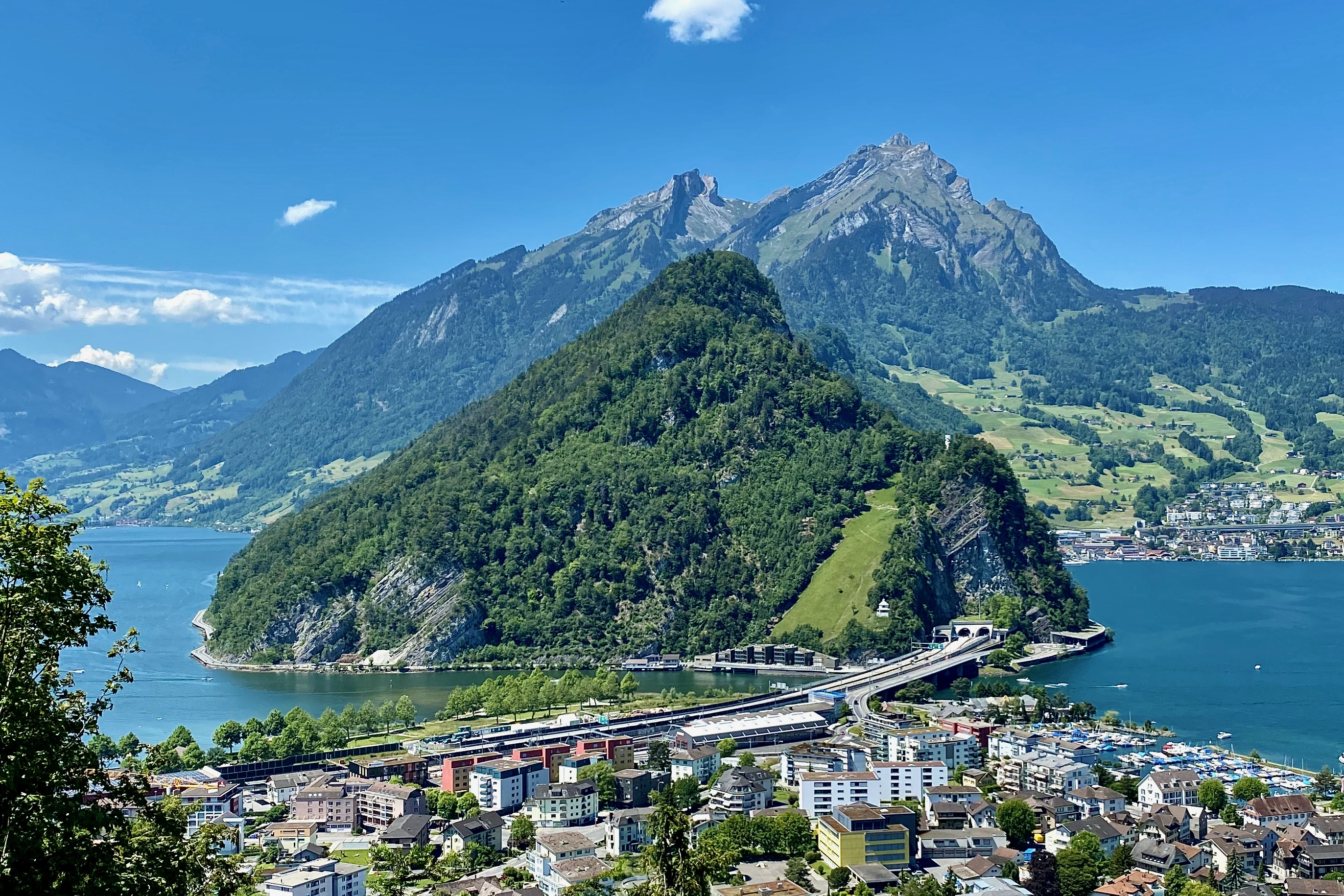
琉森湖、洛珀山、基兴瓦尔德隧道与洛珀山2号铁路隧道的东口

洛珀山2号铁路隧道是瑞士的一座铁路穿山隧道，承载中央铁路的琉森-施坦斯-恩格爾貝格線穿过下瓦爾登州琉森湖畔的洛珀山，与附近东西走向的公路隧道——基兴瓦尔德隧道大致平行。